# Even
A Even é uma construtora e incorporadora brasileira. Sua sede se situa na cidade de São Paulo. A especialidade da Even é construir imóveis residenciais e comerciais.
A empresa atua nas regiões Oeste e Sul da cidade de São Paulo e tem foco em empreendimentos de alto e altíssimo padrão. Já atuou também em outras cidades como Rio Grande do Sul, São José dos Campos, Santo André, Belo Horizonte, Rio de Janeiro, entre outras.
O CEO da empresa é Marcio Moraes, sendo Rodrigo Arruy o presidente do conselho de administração.

## Premiações

### 2018
- Top Imobiliário:[1]
  - 6º Colocado na Categoria Vendedora
  - 7º Colocado na Categoria Incorporação
  - 8º Colocado na Categoria Construtora

### 2017
- Top Imobiliário:[1]
  - 8º Colocado na Categoria Incorporação
  - 9º Colocado na Categoria Construtora
  - 8º Colocado na Categoria Vendedora

### 2016
- Top Imobiliário:[2]
  - 7º Colocado na Categoria Incorporação

### 2015
- Top Imobiliário:[3]
  - 1º Colocado na Categoria Incorporação
  - 2º Colocado na Categoria Construtora
  - 8º Colocado na Categoria Vendedora

### 2014
- Top Imobiliário:[4]
  - 1º Colocado na Categoria Incorporação
  - 2º Colocado na Categoria Construtora
  - 7º Colocado na Categoria Vendedora

### 2013
- Top Imobiliário:[5]
  - 1º Colocado na Categoria Incorporação
  - 1º Colocado na Categoria Construtora
  - 8º Colocado na Categoria Vendedora

### 2012
- Top Imobiliário:[6]
  - 6º Colocado na Categoria Incorporação
  - 6º Colocado na Categoria Construtora
  - 10º Colocado na Categoria Vendedora
- A 1ª construtora e incorporadora da America Latina a receber a Certificação EMPREENDEDOR AQUA - Alta Qualidade Ambiental

### 2011
- Top Imobiliário:[7]
  - 3º Colocado na Categoria Incorporação
  - 2º Colocado na Categoria Construtora
  - 9º Colocado na Categoria Vendedora
- ISE – Índice de Sustentabilidade Empresarial BM&FBOVESPA[8]
  - 3º Ano consecutivo como a única empresa do setor na carteira ISE BM&FBOVESPA – Renovação período 2011-2012.
- Melhores & Maiores da Revista Exame:[9]
  - Um dos 200 maiores grupos do país.